# Emmanuel Foulon
Emmanuel Foulon (Frameries, 29 de diciembre de 1871-Frameries, 22 de julio de 1945) fue un deportista belga que compitió en tiro con arco, en la modalidad de arco recurvo. Participó en los Juegos Olímpicos de París 1900, obteniendo una medalla de oro en la prueba sur la perche à la herse.

## Palmarés internacional
| Juegos Olímpicos | Juegos Olímpicos | Juegos Olímpicos | Juegos Olímpicos         |
| Año              | Lugar            | Medalla          | Prueba                   |
| ---------------- | ---------------- | ---------------- | ------------------------ |
| 1900             | París (Francia)  | Medalla de oro   | Sur la perche à la herse |